# Dům kultury města Ostravy
Dům kultury města Ostravy (dříve Dům kultury pracujících Ostravy (DKPO, 1961–1963), Dům kultury pracujících Vítkovických železáren Klementa Gottwalda (DK VŽKG, 1964–1973), Dům kultury Vítkovických železáren a strojíren Klementa Gottwalda (DK VZSKG, 1973–1989), Dům kultury Vítkovických železáren (1990–1992), Dům kultury Vítkovice, a. s. (1992–2003)) je budova v Ostravě vybudovaná v roce 1956–1961 ve stylu socialistického realismu na základě projektu architekta Jaroslava Fragnera. Budova byla otevřena 16. dubna 1961 coby největší zařízení svého druhu v tehdejší Československé republice. Budova disponuje sálem pro zhruba 1 200 návštěvníků, divadlem s 620 místy k sezení, kinem s kapacitou 450 míst, hudebním sálem, přednáškovou síní, knihovnou, restaurací, kavárnou a klubovními místnostmi.

## Budova
Architektonická soutěž na stavbu nového „kulturního a pionýrského domu“ byla vypsána v roce 1954. V soutěži zvítězil projekt Jaroslava Fragnera, jehož pojetí neslo prvky funkcionalismu i neoklasicismu, což se setkalo s odporem zastánců tehdy prosazovaného socialistického realismu, ačkoli se autor při navrhování budovy nechal tímto směrem citelně ovlivnit. Tehdejší ministr kultury Václav Kopecký projekt označil za „málo současný“.
Samotná stavba je tvořena třemi částmi – hlavní lodí, spojovacím křídlem a bočním křídlem. Vstup je tvořen monumentálním průčelím, jehož fasáda je obložena travertinem, ostatní fasády jsou pak obloženy keramickými dlaždicemi. V těsné blízkosti objektu jsou umístěny dvě kašny (součást návrhu Jaroslava Fragnera), opatřené sousoším Mládí a Dívčí tajemství sochaře Stanislava Hanzíka.
V dobovém tisku byla budova označována za „obrovskou bílou loď uprostřed černé Ostravy“.

## Sochy na průčelí
Nad hlavním průčelím jsou umístěny alegorické sochy Práce s dětmi, Zlepšovatel, Chemie, Sochařství, Hudba a Sport. Sochy jsou součást sousoší Člověk v práci a oddechu od autorů Vlastimila Večeři a Jiřího Myszaka.

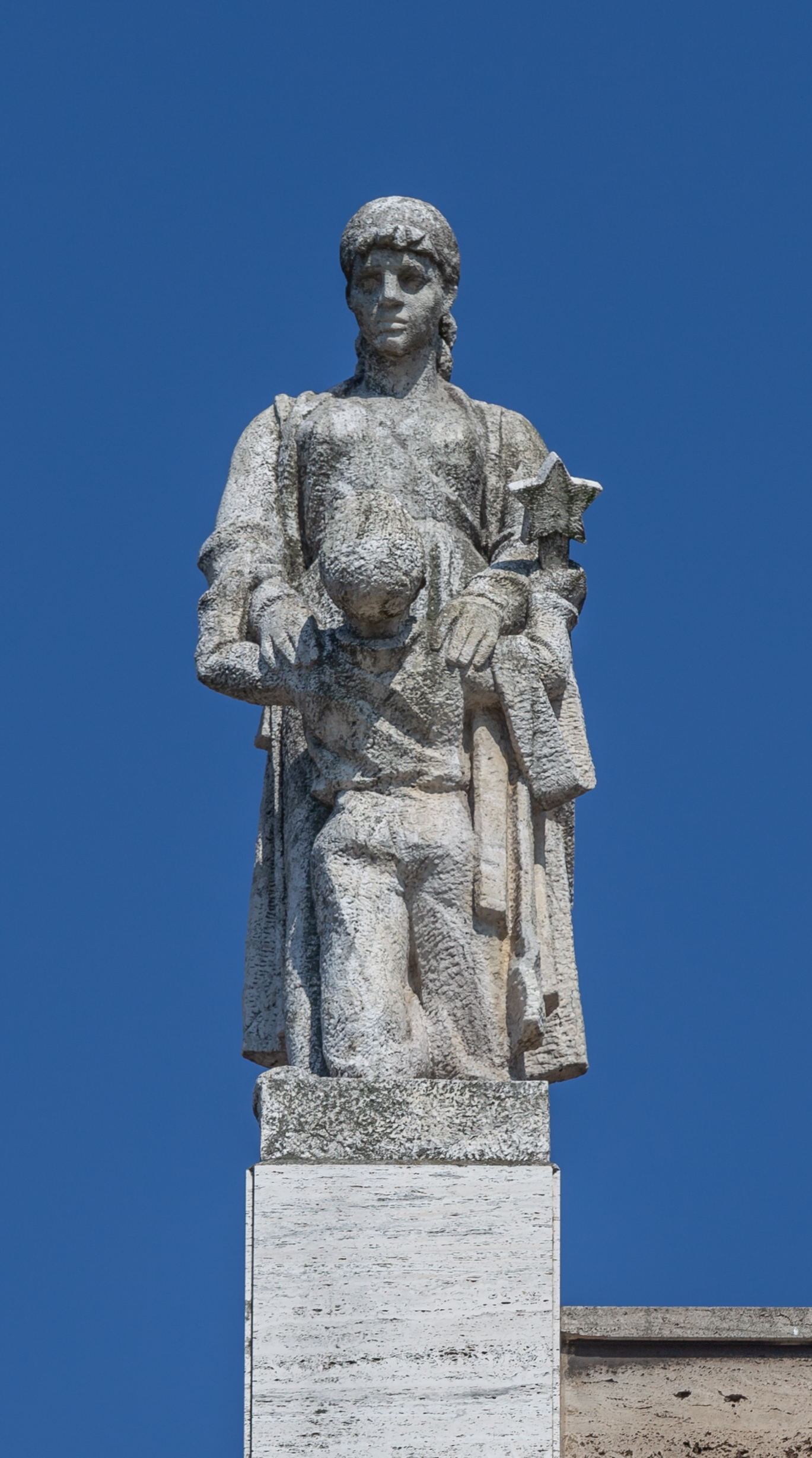
Práce s dětmi
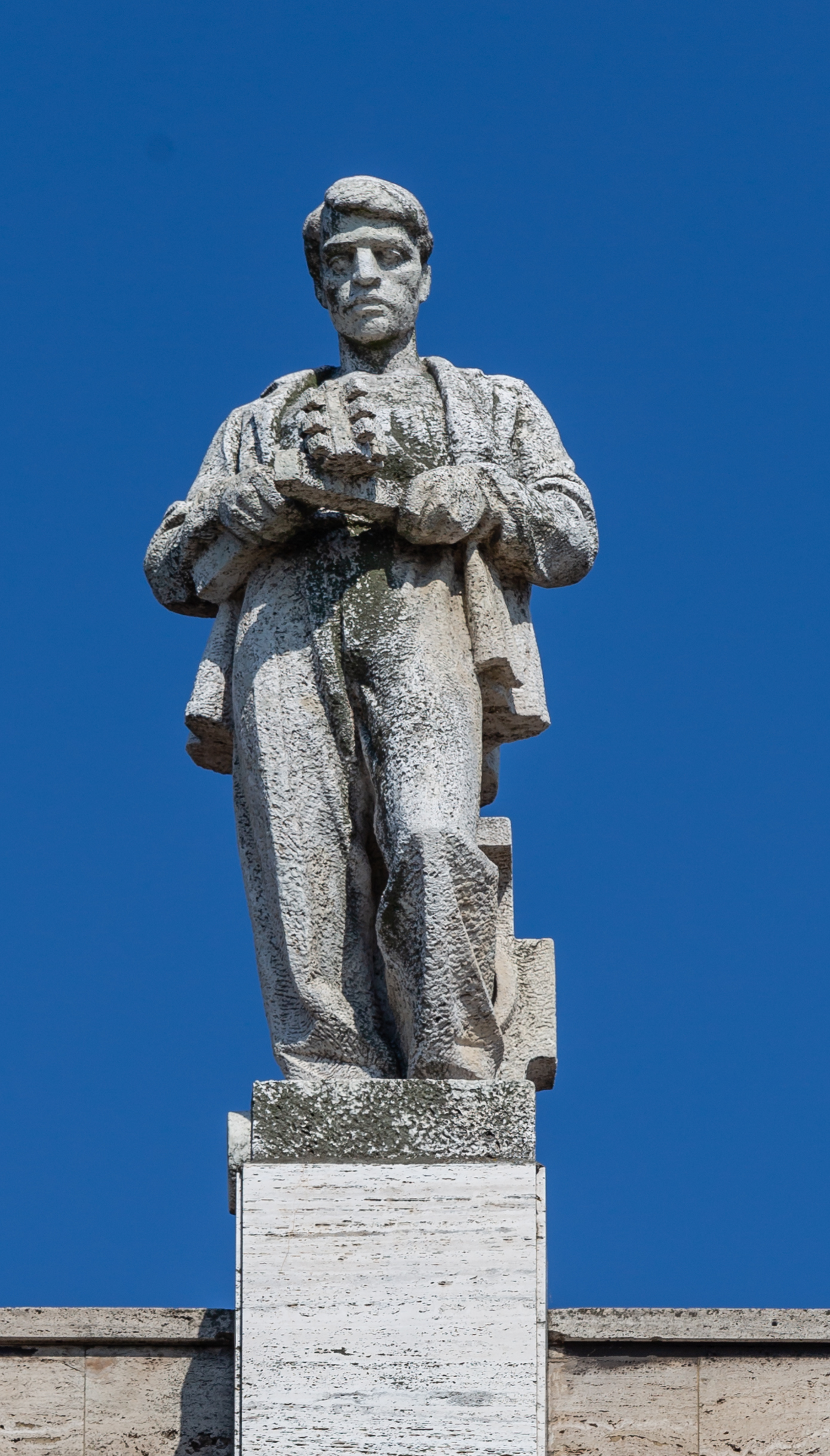
Zlepšovatel
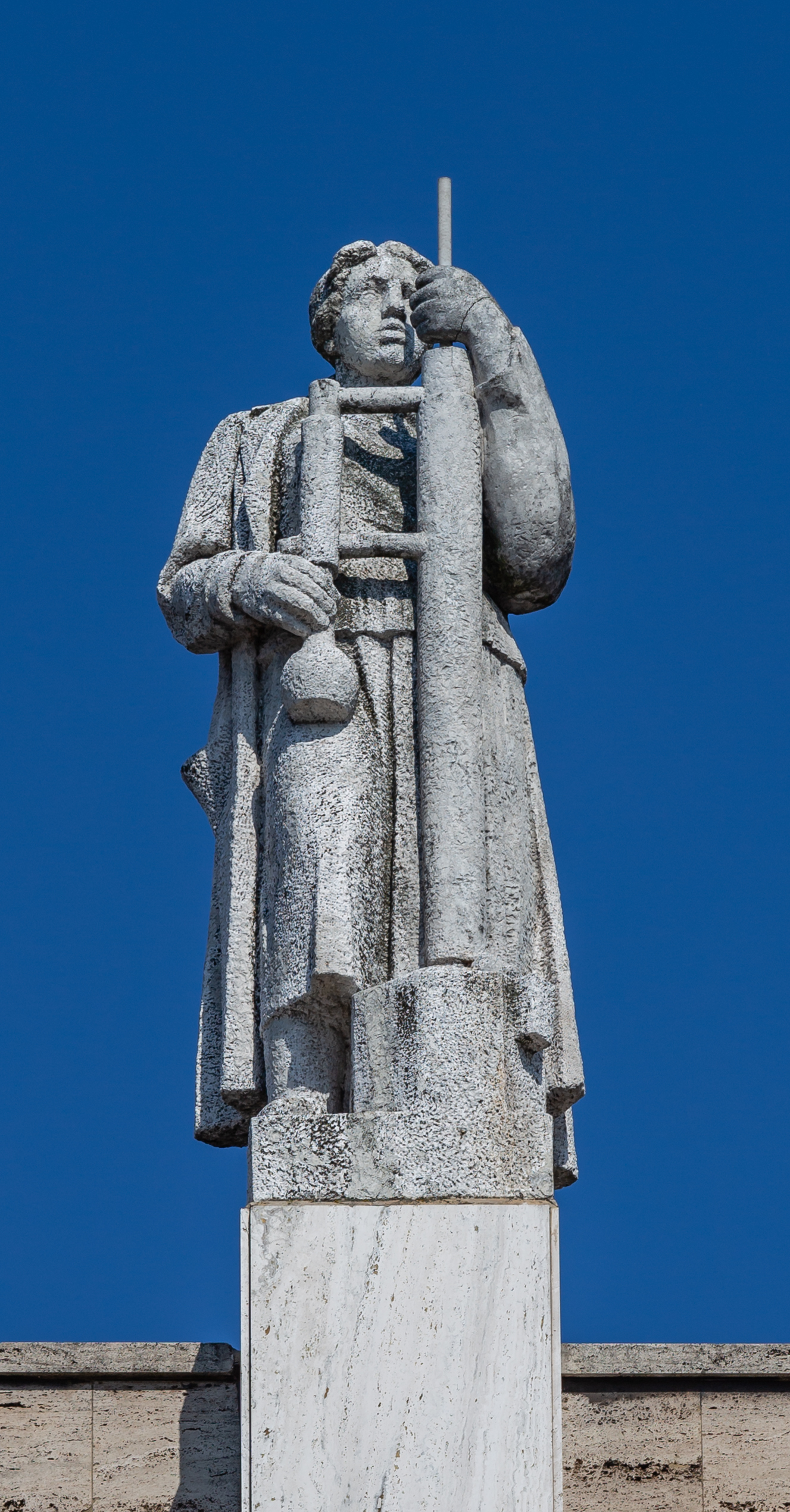
Chemie
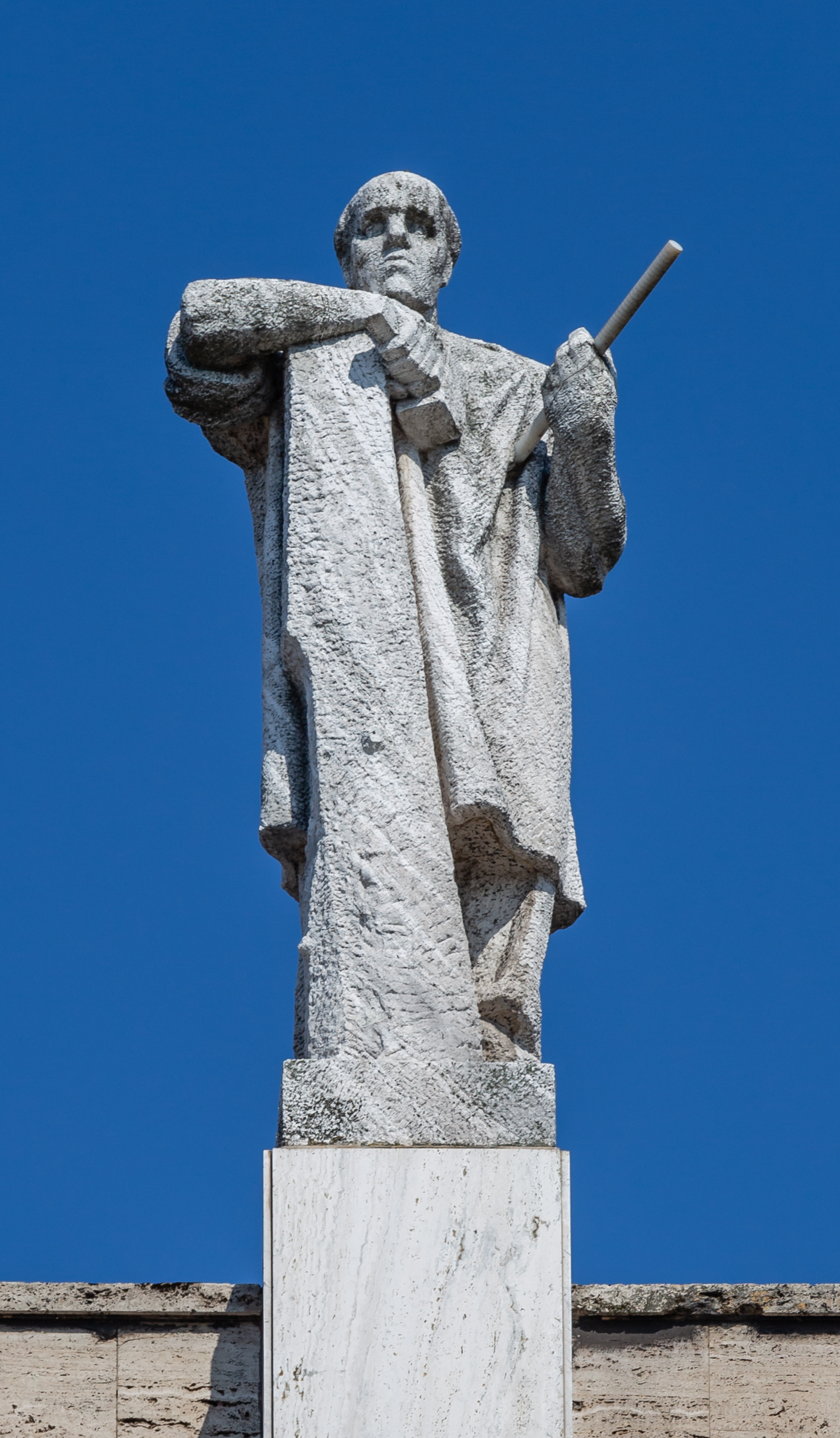
Sochařství
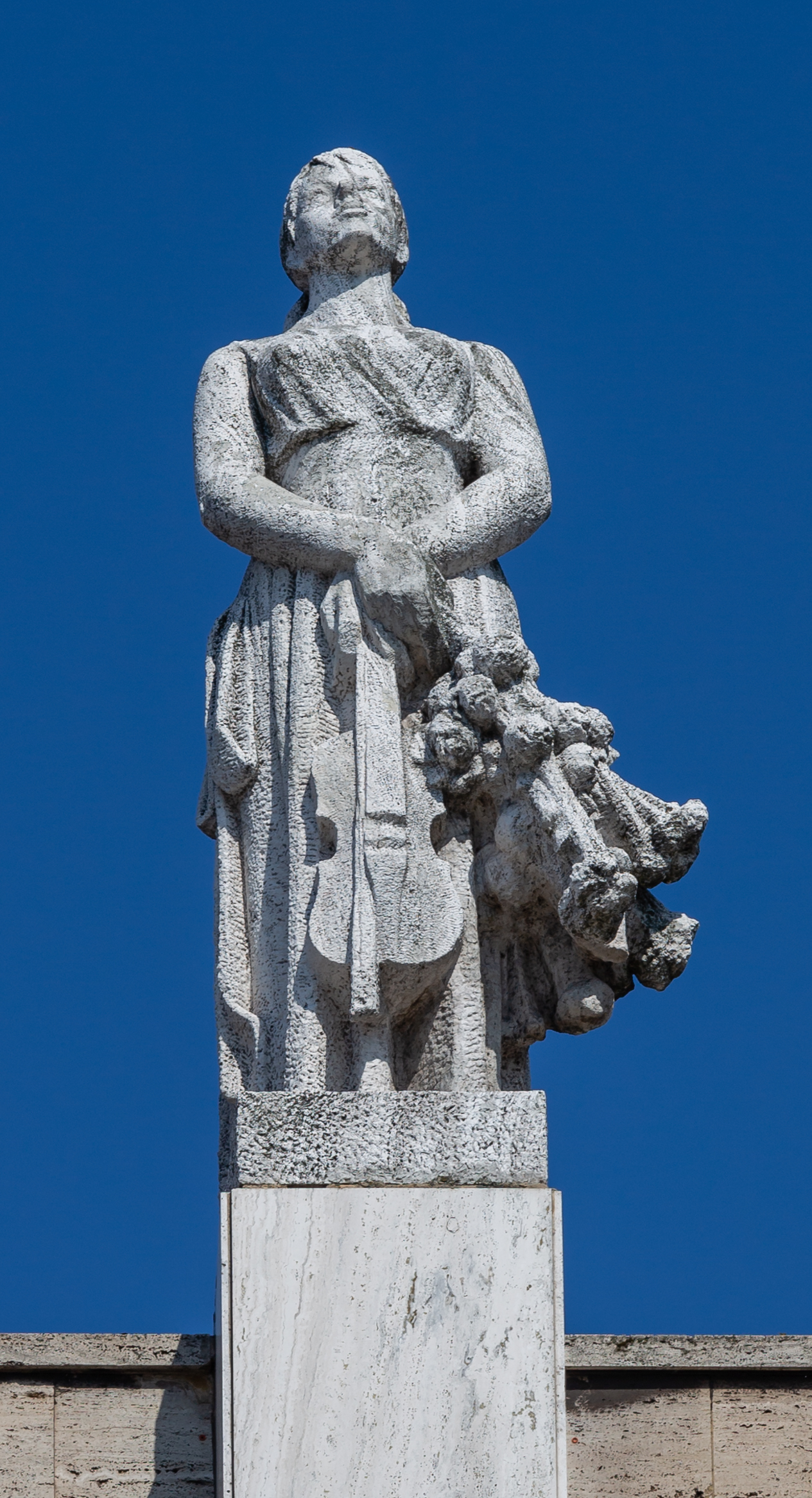
Hudba
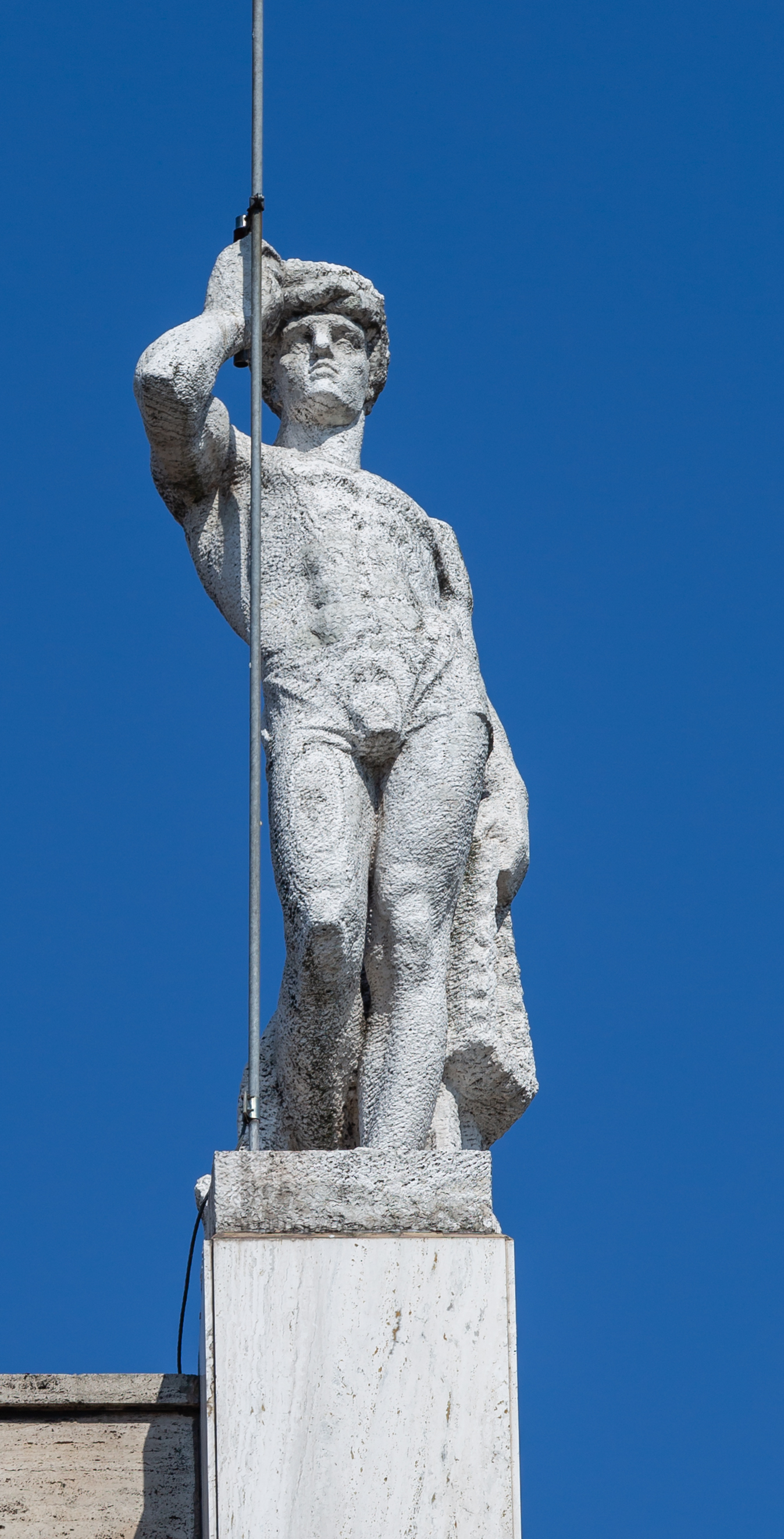
Sport